# Banksula melones
Banksula melones е вид паякообразно от семейство Phalangodidae. Видът е уязвим и сериозно застрашен от изчезване.

## Разпространение
Разпространен е в САЩ (Калифорния).